# Députation forale de Biscaye
La députation forale de Biscaye (en espagnol : Diputación Foral de Bizkaia et en basque : Bizkaiko Foru Aldundia) est l'organe de gouvernement du territoire historique de Biscaye dans la communauté autonome du Pays basque en Espagne. Elle siège au palais de la députation à Bilbao.

## Fonctions
Outre les compétences ordinaires qu'exercent les députations des autres provinces d'Espagne, la députation forale de Biscaye exerce des compétences spécifiques qui dérivent de la nature historique de son territoire, et en rapport avec son statut d'autonomie et selon la loi des territoires historiques de 1983.
La députation est l'organe exécutif qui est responsable devant les Juntes générales de Biscaye, qui est l'organe législatif.

## Composition
La députation comprend dix membres parmi lesquels le député général qui la dirige, élu par les Juntes générales.

### Députés généraux de Biscaye depuis la Transition
| Période     | Nom                          | Parti |
| ----------- | ---------------------------- | ----- |
| 1979-1987   | José María Makua Zarandona   | PNV   |
| 1987-1995   | José Alberto Pradera Jauregi | PNV   |
| 1995-2003   | Josu Bergara Etxebarria      | PNV   |
| 2003-2015   | José Luis Bilbao Eguren      | PNV   |
| 2015-2023   | Unai Rementeria Maiz         | PNV   |
| Depuis 2023 | Elixabete Etxanobe           | PNV   |

### Sources
- (es) Cet article est partiellement ou en totalité issu de l’article de Wikipédia en espagnol intitulé « Diputación Foral de Vizcaya » (voir la liste des auteurs).